# Naim Maloku
Naim Maloku (ur. 17 lutego 1958 w Labljanem) – kosowski polityk, żołnierz Armii Wyzwolenia Kosowa. Z wykształcenia inżynier chemik.

## Życiorys
Pracował jako inżynier w jednym z przedsiębiorstw chemicznych w Słowenii, następnie walczył w Armii Wyzwolenia Kosowa.
Od 17 listopada 2001 do 23 listopada 2004 był deputowanym do Zgromadzenia Kosowa z ramienia Sojuszu dla Przyszłości Kosowa.

## Życie prywatne
Jest żonaty, mieszka w Prizrenie.
Deklaruje znajomość języka chorwackiego i słoweńskiego.